# Liste der Lateinischen Patriarchen von Jerusalem
Die Liste der Lateinischen Patriarchen von Jerusalem enthält die Patriarchen des Lateinischen Patriarchats von Jerusalem ab der Errichtung des lateinischen Patriarchats 1099. Die Bischöfe und Patriarchen aus den ersten Jahrhunderten sind in der Liste der Patriarchen von Jerusalem zu finden.

## Lateinische Kirche

### Patriarchen von Jerusalem
- Arnulf von Chocques (1099)
- Daimbert von Pisa (1099–1102)
- Ehremar (1102)
- Daimbert von Pisa (erneut) (1102–1107)
- Ghibelin von Arles (1108–1112)
- Arnulf von Chocques (erneut) (1112–1118)
- Garmond von Picquigny (1119–1128)
- Stephan (1128–1130)
- Wilhelm I. von Mesen (1130–1145)
- Fulko (1146–1157)
- Amalrich (1157–1180)
- Heraclius von Caesarea (1180–1191)

Jerusalem ging 1187 bei der Belagerung von Jerusalem verloren und der Patriarch zog nach Akko um.
- Vakanz 1191–1194
- Aimar der Mönch (1194–1202)
- Soffred Gaetani (1202–1204)
- Albert Avogadro (1204–1214)
- Radulf von Mérencourt (1215–1225)
- Gerald von Lausanne (1225–1238)
- Vakanz 1238–1240; (Jacques de Vitry wurde ernannt, war aber nie im Amt)
- Robert von Nantes (1240–1254)
- Jacques Pantaléon (1255–1261), der spätere Papst Urban IV.
- Wilhelm II. von Agen (1261–1270)
- Thomas Agni von Cosenza (1272–1277)
- Johannes von Versailles (1278–1279)
- Elias (1279–1287)
- Nikolaus von Hanapes (1288–1291), bei der Evakuierung von Akkon ertrunken

### Titularpatriarchen von Jerusalem
Akkon ging 1291 bei der Belagerung von Akkon verloren und das Lateinische Patriarchat von Jerusalem war bis 1847 Titularbistum.
Der neue Patriarch nahm seinen Sitz zunächst in Zypern, zog dann 1374 dann nach Rom um.
- Landolfo (1295–1304)
- Antony Bek (1306–1311), auch Fürstbischof von Durham in England von 1284 bis 1310
- der Kustos der Franziskaner im Heiligen Land (der Großmeister der Ritter vom Heiligen Grab) war ab 1342 durch die Päpstliche Bulle Gratiam agimus Clemens’ VI. der tatsächliche Inhaber des Titels (solange nicht jemand anders diesen Ehrentitel bekam).
- Pierre I. Pleinecassagne (1314–1318) (1301 bis 1318 auch Bischof von Rodez)
- Pierre II. (1322–1324)
- Raymond Bequin (Raimondo Beguin) OP (1324–1328)
- Pierre III. OP (1329–1342)
- Elie de Nabinal OFM (1342–1345)
- Emanuele Marino (de Nabinal) OFM (1345)
- Pierre IV. de Casa (1345–1348)
- Guillaume IV. Amici (Lamy) (1349–1360)
- Philippe de Cabassole (1361–1369)
- Guglielmo Militis, O.P. (1369–1371)
- Guilherme Audibert de la Garde (1371–1374)
- Bertrand de la Tour (1374–1375)
- Philippe d’Alençon (1375–1378)
- Stephanus de Insula, O.E.S.A. (1379–1384)
- Lope Fernández de Luna (1380–1382)
- Bertrand de Chanac (1382–1386)
- Fernand (1386–1394) (vorher Bischof von Spoleto)
- Aimon Séchal (1394–?)
- Hugues de Robertis (Ugo Roberti) (1396–1409?) (vorher Bischof von Padua)
- Francesc Eiximenis, O.F.M. (? – 1409) (auch Bischof von Elne)
- Francisco Climent Sapera (Francisco Clemente Pérez Capera) (1419–1427)
- Hugo-Lancelot von Lusignan (1424–1427)
- Leonardo Ziani Delfino OFM (1427–1434)
- (Biagio) Blaise Molino (1434–1444)
- Lancelot de Lusignan (1444–1451)
- Christophorus Garatoni (1448–1449)
- Bessarion (1449–1458)
- Lorenzo Zane (1458–1460)
- Louis d’Harcourt (1460–1479)
- Bartolomeo della Rovere, O.F.M. (1480–1494)
- Gian Antonio di San Giorgio (1498–1503)
- Bernardino López de Carvajal (1503–1511, 1513–1523)
- Rodrigo Carvajal (1523–1539)
- Alessandro Farnese der Jüngere (1539–1550)
- Christophoro del Monte (Spiriti) (1550–1556)
- Antonio Elio (1558–1572)
- Gian Antonio Facchinetti de Nuce (1572–1583), später Papst Innozenz IX.
- Scipione Gonzaga (1585–1587)
- Fabius Blondus de Montealto (1588–1618)
- Francesco Cennini de’ Salamandri (1618–1621)
- Diofebo Farnese (1621–1622)
- Alfonso Manzanedo de Quinoñes (1622–1627)
- Domenico de’ Marini (1627–1635)
- Giovanni Battista Colonna (1636–1637)
- Tegrimus Tegrimi (1637–1641)
- Aegidius Ursinus de Vivere (1641–1647)
- Vakanz oder unbekannt 1647–1653
- Camillo Massimo (1653–1670)
- Aegidius Colonna, O.S.B. (1671–1686)
- Bandino Panciatici (1689–1690)
- Pietro Bargellini (1690–1694)
- Francesco Martelli (1698–1706)
- Mutio di Gaeta (1708–1728)
- Vincent Louis Gotti (1728–1729)
- Pompeo Aldrovandi (1729–1734)
- Thomas Cervini (1734–1751)
- Thomas de Moncada (1751–1762)
- Georgius Maria Lascaris, O.Theat. (1762–1795)
- Michele Di Pietro (1800–1802)[1]
- Francesco Maria Fenzi (1816–1829)[1]
- Daulo Augusto Foscolo (1830–1847)[1]

### Patriarchen von Jerusalem
Die patriarchale Residenz in Jerusalem wurde 1847 wiederhergestellt, die lateinische Hierarchie 1889.
- Joseph Valerga (1847–1872)
- Vincenzo Bracco (1872–1889)
- Luigi Piavi (1889–1905)
- Vakanz 1905–1907
- Filippo Camassei (1907–1919)
- Luigi Barlassina (1920–1947)
- Vakanz 1947–1949
- Alberto Gori (1949–1970)
- Giacomo Giuseppi Beltritti (1970–1987)
- Michel Sabbah (1987–2008)
- Fouad Twal (2008–2016, 2005–2008 Koadjutor mit dem Recht der Nachfolge)
- Pierbattista Kardinal Pizzaballa OFM (seit 2020, 2016–2020 Apostolischer Administrator)